# Hedychrum nobile antigai
Hedychrum nobile antigai é uma subespécie de insetos himenópteros, mais especificamente de vespas pertencente à família Chrysididae.
A autoridade científica da subespécie é Du Buysson, tendo sido descrita no ano de 1896.
Trata-se de uma subespécie presente no território português.